# Reich von Bambara

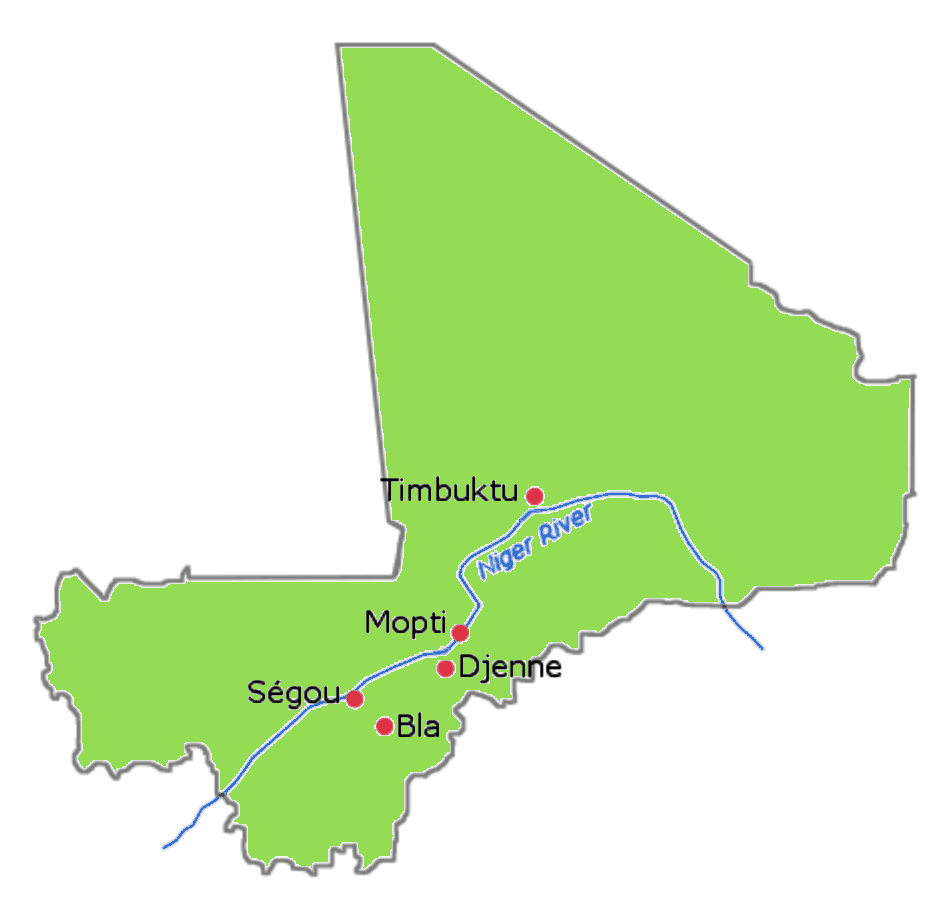
Städte Malis während der Bambara-Periode

Das Reich von Bambara (auch Ségou-Reich) war ein großes Königreich, dessen Sitz sich in Ségou befand und das heute in Mali liegt. Es wurde 1652 von der Kulubali-Dynastie regiert, die von Fa Sine, der auch als Biton-Si-Nu bekannt ist, 1652 eingeführt wurde. Das Bambarareich existierte als zentralistischer Staat von 1712 bis 1861, als es mit der Invasion des tukulörischen El Hadj Omar Tall zugrunde ging.

## Die Kulubali-Dynastie
1652 wurde Fa Sine zum dritten Fama (Mande für König) eines kleinen Königreichs mit bambarischem Volk ernannt. Obwohl er einige erfolgreiche Eroberungskriege gegen benachbarte Stämme und Königreiche geführt hatte, schaffte er es nicht, ein wesentliches Verwaltungssystem aufzubauen, weswegen sich das Reich nach seinem Tod im Jahre 1660 allmählich auflöste.

## Das Ségou-Reich
Im frühen 18. Jahrhundert ließ sich Mamari Kulubali in Ségou nieder und trat einer egalitären Jugendorganisation bei, die sich tòn nannte. Schon bald hatte er die Führung dieser Organisation erlangt, nahm den Titel bitòn an und konnte die tòn so zu seiner Privatarmee umfunktionieren, mit deren Hilfe er rivalisierende Häuptlinge unterdrücken konnte. So gelang es ihm, die Kontrolle über Ségou zu gewinnen, das er zur Hauptstadt eines neuen Bambara-Reiches machte.

## Das Königreich des Bitòn
Die Hauptstadt Ségou wurde mit Hilfe von Technologie der Songhai verstärkt und Bitòn Kulubali hob eine Armee von mehreren tausend Kriegern aus, die sogar über Kriegskanus verfügten, um die Vorherrschaft über das Niger-Gebiet zu erlangen. Auch ihm gelang es mit dieser Armee, erfolgreiche Feldzüge gegen seine Nachbarn zu führen, wie die Fulbe, die Soninke und die Mossi. Er griff auch Timbuktu an, doch konnte er die Stadt nur kurz halten. In dieser Zeit veranlasste er die Gründung der Stadt Bla als Außenposten und Kaserne.

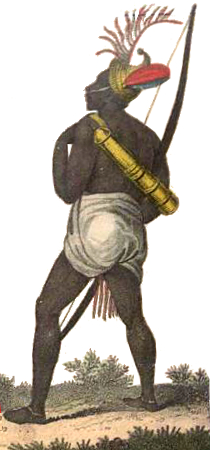
Bambara-Bogenschütze

## Das Ende der Kulubali-Dynastie
Mamari Kulubali war der letzte Regent mit dem Titel bitòn. Alle nachfolgenden Könige wurden einfach Fama genannt. Der erste Fama nach Mamari regierte nur von 1710 bis 1711. Fama De-Koro stieg 1712 zum Fama auf und bestimmte die Geschicke des Reiches bis 1736. Danach kamen noch drei weitere Könige mit instabilen vierjährigen Amtszeiten, bevor das Reich 1748 in Anarchie verfiel.

## Die Ngolosi
1750 schaffte es Ngolo Diarra, ein befreiter Sklave, auf den Thron. Ihm gelang es, das Reich wieder zu stabilisieren und ihm einen relativen Reichtum innerhalb seiner vierzig Jahre andauernden Regentschaft zu ermöglichen. Seine Nachkommen, die Ngolosi, konnten die Herrschaft bis zum Zusammenfall des Reiches fortführen. Ngolos Sohn Mansong Diarra folgte seinem Vater auf den Thron nach dessen Tod 1787 und begann wiederum eine Reihe erfolgreicher Eroberungen, unter anderen der von Timbuktu und der Massina-Region.

## Wirtschaft und Aufbau
Das Bambara-Reich basierte auf traditionellen Bambara-Institutionen, wie dem kòmò, der theologische Angelegenheiten in der Regierung vertrat. Der kòmò bediente sich hierbei oftmals religiöser Skulpturen, besonders so genannter boliw, große Altäre, deren Zweck die Festigung der politischen Macht war.
Die Wirtschaft des Bambara-Reiches blühte durch einen vielfältigen Handel auf, besonders mit Sklaven, die als Beute von den zahlreichen Feldzügen mitgebracht wurden. Die Nachfrage nach solchen Sklaven führte zu weiteren Feldzügen mit der Sklavenbeschaffung als Ziel, womit das Bambara-Reich in einem konstanten Kriegszustand mit seinen Nachbarn war.
Mungo Park, der 1797 die Hauptstadt Ségou durchreiste, hinterließ folgendes Zitat über den Reichtum des Reiches:

„Der Blick auf diese großflächige Stadt, die zahlreichen Kanus auf dem Fluss, die beengten Verhältnisse der Einwohner und die kultivierte Verfassung der umliegenden Landschaft, formten zusammen einen Anblick von Zivilisation und Herrlichkeit, den ich kaum im Herzen von Afrika erwartet hatte.“

## Dschihad und Fall
In der Schlacht von Noukouna von 1818 wurden die Truppen der Bambara von muslimischen Kämpfern geschlagen, die sich aufgrund des Dschihad von Sékou Amadou von Massina zusammengeschart hatten. Das Reich selbst überlebte, erlangte aber nie wieder seine alte Stärke. Sékou Amadous Truppen hatten die Bambara entscheidend geschlagen und übernahmen die Kontrolle über Djenné und einen Großteil der Region um Mopti, die das Massina-Reich bildeten. Timbuktu fiel im Jahr 1845. Das endgültige Ende des Reiches wurde durch die Eroberungen des tukulörischen Al-Haddsch Omar Tall besiegelt, der von Fouta Djallon aus durch Westafrika zog. Die Muslime nahmen schließlich Ségou am 10. März 1861 ein und zwangen die Bevölkerung, zum islamischen Glauben zu konvertieren.